# Shibuya (program telewizyjny)
Shibuya – muzyczny program telewizyjny emitowany w latach 2006-2007 i 2009 roku na antenie VIVA Polska.
W każdym z dziewięciu odcinków trójka uczestników śpiewała karaoke – po jednej wybranej przez siebie piosence i piosenkę-niespodziankę. Najlepszy uczestnik przechodził do półfinału, w którym z dziewięciu osób wyłanianych było trzech finalistów. Nagrodą główną było nagranie płyty.

## Jurorzy
- Pierwsza edycja: Michał Wiśniewski, Doda i Doniu.
- Druga edycja: Michał Wiśniewski, Gosia Andrzejewicz i Liroy.
- Trzecia edycja: Anna Wyszkoni, Tomasz Lubert i Krzysztof Skiba[1].